# تياغو غوسلينج
تياغو غوسلينج (بالبرتغالية: Thiago Pimentel Gosling‏) هو لاعب كرة قدم برازيلي في مركز الدفاع، ولد في 25 أبريل 1979 في بيلو هوريزونتي في البرازيل. لعب مع أتلتيكو مينيرو ونادي جنوى ونادي فلامنغو ونادي فلومينينسي ونادي فيتوريا ونادي كروزيرو.